# わかってマイ・ラブ
「わかってマイ・ラブ」（ワカッテマイラブ）は、1984年4月1日に発売された原真祐美の通算5枚目のシングル。

## 収録曲
1. わかってマイ・ラブ (3分39秒)
作詞：庄野真代／作曲：小泉まさみ／編曲：萩田光雄
2. NAGISA HOTEL (4分40秒)
作詞：秋元康／作曲：新川博／編曲：笹路正徳